# Ronde van Gelderland
Le Ronde van Gelderland (Tour de Gueldre en français) est une course cycliste féminine qui se tient dans la province de Gueldre aux Pays-Bas tous les ans, généralement au mois de mai.
La course figure sur le programme officiel de l'UCI, depuis 2006. Elle se court sous forme d'une course d'un jour classée en 1.2.

## Palmarès
| Année | Vainqueur            | Deuxième             | Troisième         |
| ----- | -------------------- | -------------------- | ----------------- |
| 2003  | Yvonne Brunen        | Leontien van Moorsel | Vera Koedooder    |
| 2004  | Leontien van Moorsel | Mirjam Melchers      | Arenda Grimberg   |
| 2005  | Suzanne de Goede     | Tanja Hennes-Schmidt | Kirsten Wild      |
| 2006  | Bertine Spijkerman   | Tanja Hennes-Schmidt | Mirjam Melchers   |
| 2007  | Marianne Vos         | Ina-Yoko Teutenberg  | Loes Markerink    |
| 2008  | Anne Samplonius      | Eva Lutz             | Andrea Bosman     |
| 2009  | Ina-Yoko Teutenberg  | Rochelle Gilmore     | Emma Johansson    |
| 2010  | Kirsten Wild         | Rochelle Gilmore     | Kirsty Broun      |
| 2011  | Ina-Yoko Teutenberg  | Kirsten Wild         | Rochelle Gilmore  |
| 2012  | Suzanne de Goede     | Chantal Blaak        | Megan Guarnier    |
| 2013  | Kirsten Wild         | Giorgia Bronzini     | Chloe Hosking     |
| 2014  | Kirsten Wild         | Jolien D'Hoore       | Melissa Hoskins   |
| 2015  | Kirsten Wild         | Lucy Garner          | Barbara Guarischi |
| 2016  | Katarzyna Niewiadoma | Natalie van Gogh     | Lieselot Decroix  |